# 퇴마록 (2025년 영화)
《퇴마록》(영어: Exorcism Chronicles: The Beginning)은 2025년에 개봉한 대한민국의 미스터리 액션 애니메이션 영화다. 동명의 소설에서 국내편 1권 중 '하늘이 불타던 날'을 원작으로 한다.

## 목소리 출연
- 남도형: 이현암
- 홍승효: 장호법
- 황창영: 서백옥 교주
- 최한: 박운규 신부
- 김민주: 벽공, 마가호법
- 정유정: 장준후, 도혜 스님
- 표영재: 허허자, 아스타로트
- 김연우: 현승희, 율련, 승현

## 삽입곡
- 삽입곡: BEASTMODE
- 노래: MONSTA X